# Cheirophyllum
Cheirophyllum é um gênero extinto que existiu no Permiano. Era uma gimnosperma vascularizada  que se reproduzia com sementes. Tinha folhas semelhantes aos Ginkgos atuais.

## Localização
No Brasil o fóssil da espécies C. speculare, foi localizada no afloramento Morro Papaléo  no município de Mariana Pimentel. Estão na Formação Rio Bonito e datam  do Sakmariano, no Permiano.